# Expedice 63
Expedice 63 byla třiašedesátou expedicí na Mezinárodní vesmírné stanici (ISS). Posádka byla pětičlenná, další tři členové přešli z Expedice 62, zbývající dvojice na ISS přiletěla v Crew Dragonu 31. května. Začala 17. dubna 2020, odletem Sojuzu MS-15. A skončila odletem Sojuzu MS-16 dne 21. října 2020. 
Sojuz MS-16, Crew Dragon a Sojuz MS-17 expedici sloužily jako záchranné lodě.

## Posádka
| Posádka         | Duben – Květen 2020              | Červen – Srpen 2020              | Srpen – Říjen 2020               | Říjen 2020                         |
| --------------- | -------------------------------- | -------------------------------- | -------------------------------- | ---------------------------------- |
| Velitel         | Christopher Cassidy (3), NASA    | Christopher Cassidy (3), NASA    | Christopher Cassidy (3), NASA    | Christopher Cassidy (3), NASA      |
| Palubní inženýr | Anatolij Ivanišin (3), Roskosmos | Anatolij Ivanišin (3), Roskosmos | Anatolij Ivanišin (3), Roskosmos | Anatolij Ivanišin (3), Roskosmos   |
| Palubní inženýr | Ivan Vagner (1), Roskosmos       | Ivan Vagner (1), Roskosmos       | Ivan Vagner (1), Roskosmos       | Ivan Vagner (1), Roskosmos         |
| Palubní inženýr |                                  | Doug Hurley (3), NASA            |                                  | Sergej Ryžikov (2), Roskosmos      |
| Palubní inženýr |                                  | Bob Behnken (3), NASA            |                                  | Sergej Kuď-Sverčkov (1), Roskosmos |
| Palubní inženýr |                                  |                                  |                                  | Kathleen Rubinsová (2), NASA       |

V závorkách je uveden dosavadní počet letů do vesmíru včetně této mise.